# Dolina Zadnich Koperszadów

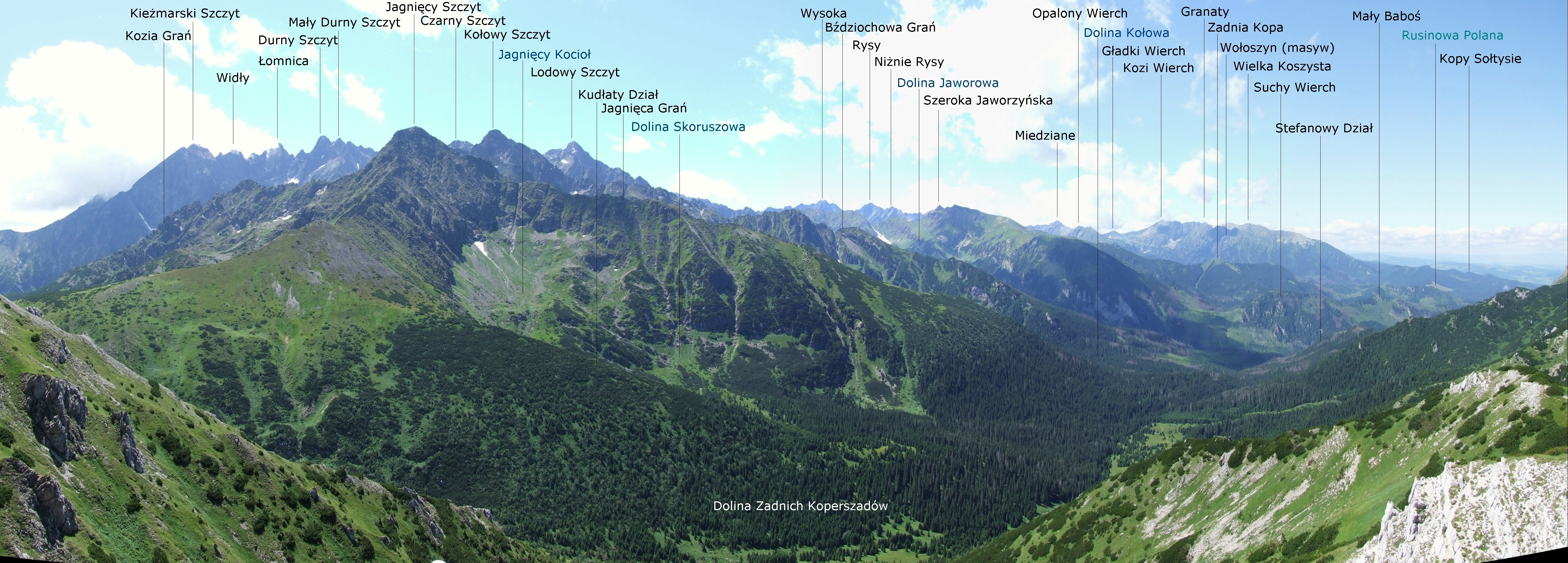
Dolina Zadnich Koperszadów. Widok z okolic Szerokiej Przełęczy Bielskiej

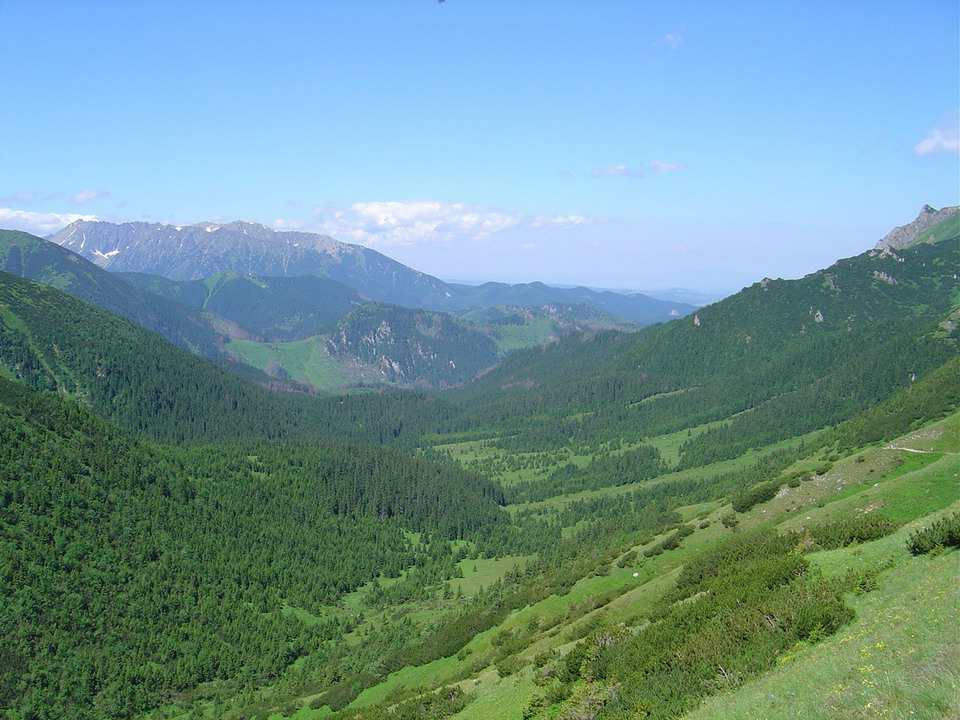
Górna część Doliny Zadnich Koperszadów

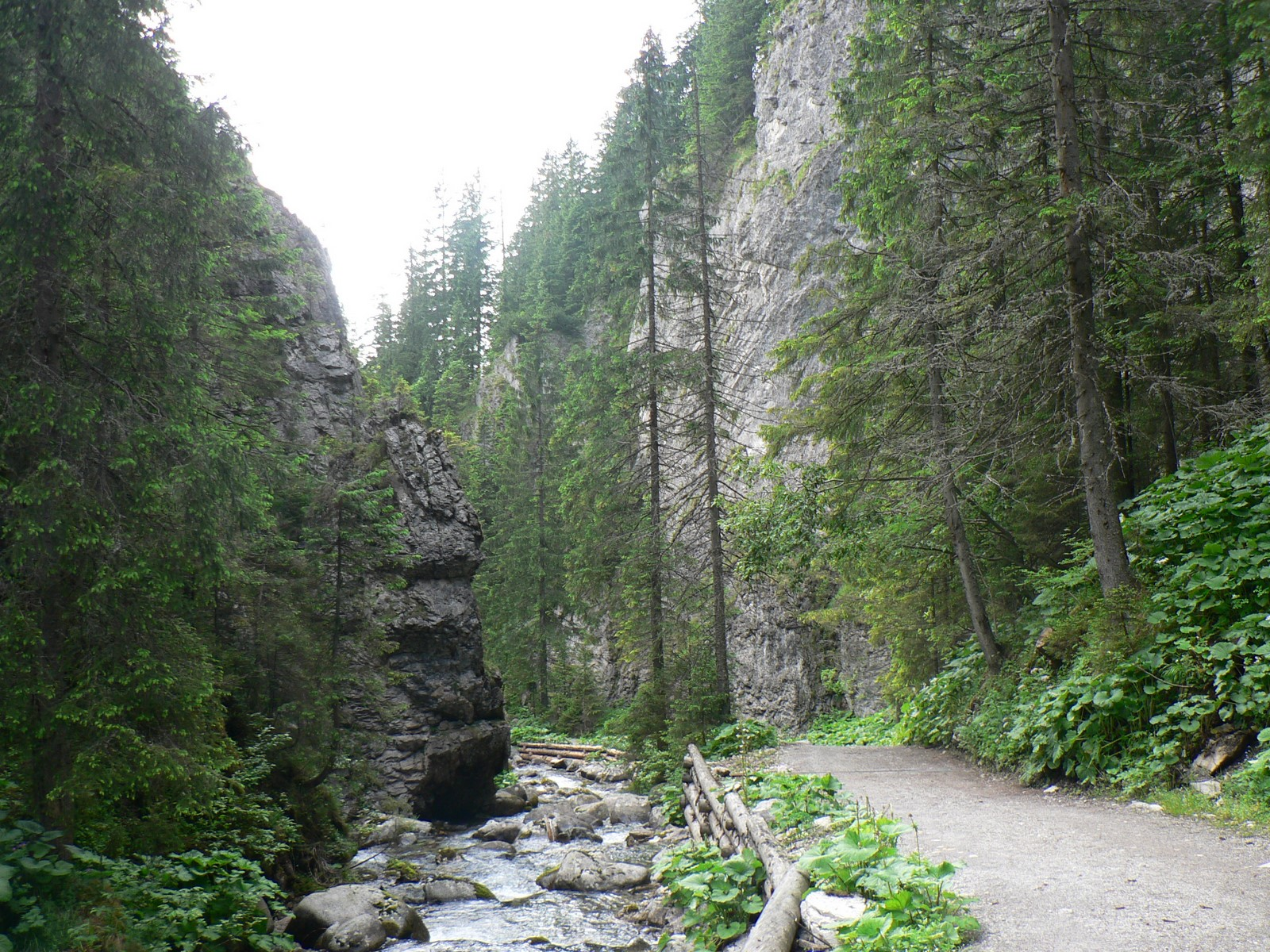
Dolna część Doliny Zadnich Koperszadów – Koperszadzka Bramka

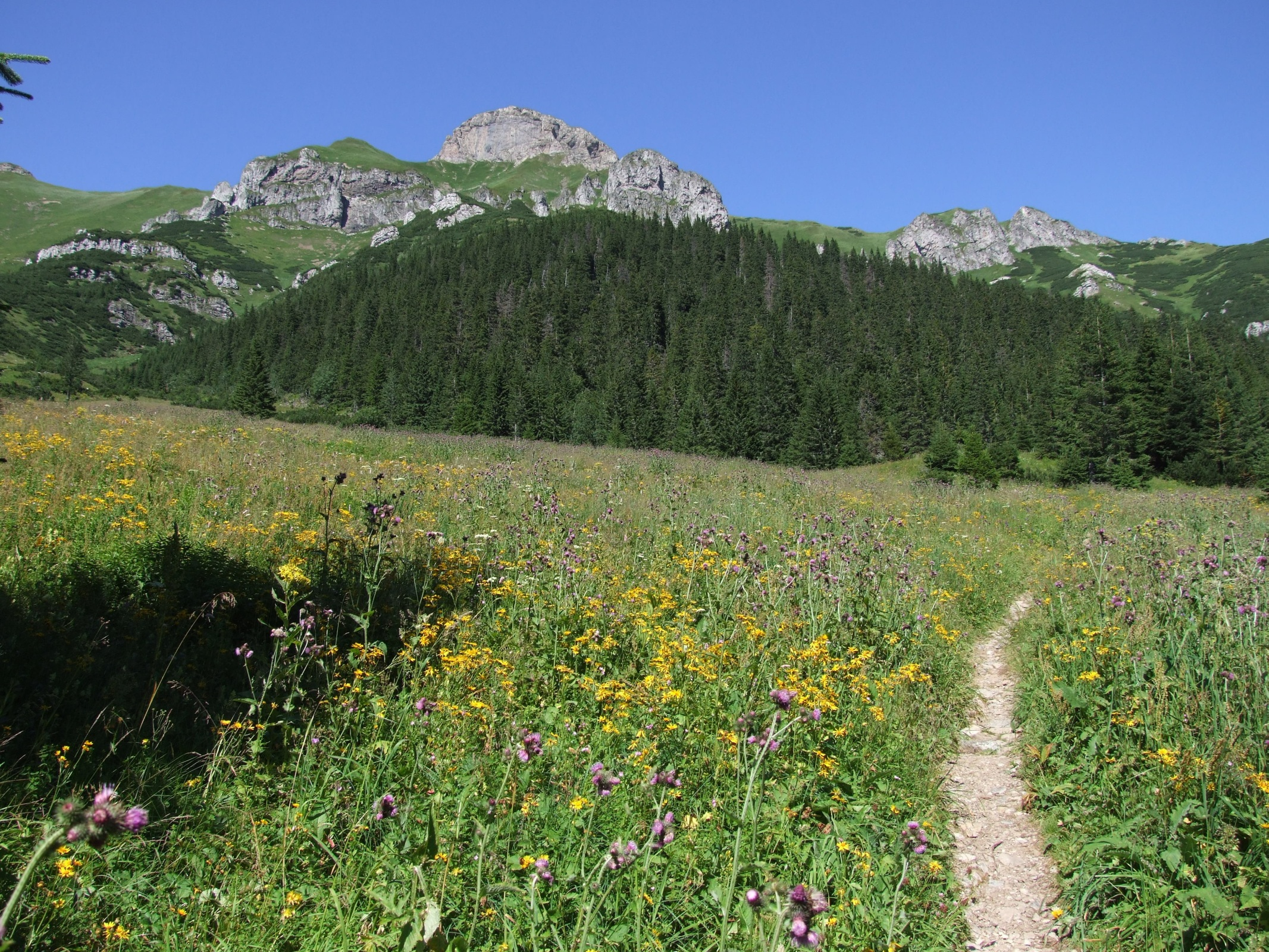
Dawne hale pasterskie. U góry Płaczliwa Skała i Płaczliwe Kazalnice

Dolina Zadnich Koperszadów, Zadnie Koperszady (Koperszady Polskie; słow. Zadné Meďodoly, dawniej Zadné Koperšády, niem. Hintere Kupferschächte, węg. Hátsó-Rézaknák) – największe wschodnie odgałęzienie tatrzańskiej Doliny Jaworowej (Javorová dolina). Położona jest w Tatrach Słowackich pomiędzy Tatrami Wysokimi a Tatrami Bielskimi. Ma długość około 4 km i powierzchnię około 6 km².

## Topografia
Dolina ciągnie się początkowo w kierunku południowo-wschodnim, a dalej wschodnim, wznosząc się pod Przełęcz pod Kopą (Kopské sedlo). Dolinę Zadnich Koperszadów od północy zamyka grań Tatr Bielskich od Szalonego Wierchu przez Płaczliwą Skałę po Hawrań, a następnie Stefanowy Dział (Štefanov diel), opadający na południowy zachód z Niżniego Hawraniego Zwornika. Od wschodu graniczy z Doliną Przednich Koperszadów (Predné Meďodoly), a od południowego wschodu z Doliną Białych Stawów (dolina Bielych plies), rozdziela je główna grań Tatr od Szalonego Wierchu przez Przełęcz pod Kopą i Koperszadzką Grań po Jagnięcy Szczyt. Od południowego zachodu oddzielona jest od Doliny Kołowej Jagnięcą Granią (hrebeň Jahnencov) odchodzącą od Jagnięcego Szczytu.
Orograficznie lewe odgałęzienia Doliny Zadnich Koperszadów to:
- Dolina Kołowa (Kolová dolina) – powierzchniowo największe odgałęzienie, podchodzące pod masyw Kołowego Szczytu (Kolový štít),
- Dolina Skoruszowa (Jahňacia dolina) z Jagnięcym Kotłem (Jahňací kotol) podchodzącym pod ściany Jagnięcego Szczytu (Jahňací štít).

Odgałęzienia prawe (północne) są znacznie mniejsze i mają charakter trawiastych żlebów. Są to w kolejności od dołu:
- Janowy Żleb (Janov žľab), opadający spod zachodniej grani Hawrania (Havran),
- Szeroki Żleb (Široký žľab), opadający spod Strzystarskiej Przełęczy i od poprzedniego oddzielony Hawranim Działem,
- Płaczliwe Żleby (Skrajny, Pośredni i Zadni), wcięte w masyw Płaczliwej Skały (Ždiarska vidla) i ograniczone po bokach Płaczliwymi Kazalnicami,
- Głupi Żleb, podchodzący pod wierzchołek Szalonego Wierchu (Hlúpy).

Wysoko na północnych stokach Doliny Zadnich Koperszadów ciągną się dwa skaliste pasy zbudowane z dolomitów triasowych:
- Wyżnie Rzędy (Vyšné Rendy), podzielone na trzy części (od wschodu): Płaczliwe Rzędy – w masywie Płaczliwej Skały, z kulminacjami Płaczliwych Kazalnic, Hawranie (Janowe) Rzędy – w masywie Hawrania i Nowe (Stefanowe) Rzędy – w masywie Nowego Wierchu (Nový vrch), już nie nad Doliną Zadnich Koperszadów, lecz nad Stefanowym Żlebem (Štefanov žľab),
- Niżnie Rzędy (Nižné Rendy) – nieco krótszy i niższy pas skał.

## Opis doliny
Dolina była pokryta lodem w czasie ostatniego zlodowacona, główny zbiornik lodu znajdował się w Jagnięcym Kotle. W dolnej jej części rośnie gęsty las, a dnem doliny płynie Koperszadzki Potok (Meďodolský potok), zasilany licznymi dopływami, z których największy to Kołowy Potok (Kolový potok). Jedynymi jeziorkami w dolinie (poza Kołowym Stawem w Dolinie Kołowej) są dwa Płaczliwe Stawki i dwa Koperszadzkie Stawki. Wszystkie cztery są bardzo niewielkich rozmiarów i prawdopodobnie całkowicie wyschły i zarosły. U swojego ujścia do Doliny Jaworowej Dolina Zadnich Koperszadów ścieśnia się na krótkim odcinku w wapienny wąwóz, zwany Koperszadzką Bramką (Bránka)
Powyżej Hawraniego Działu dno doliny i jej zbocza zajmują dwie duże hale, które dawniej były jednym z większych ośrodków pasterskich. Wypasała tutaj miejscowość Biała Spiska. Gleba jest tutaj bardzo żyzna, jak na tatrzańskie warunki, a porost trawy bardzo dobry. Początkowo wypasano tylko woły (ok. 1900 r. 400 sztuk), później również owce (w 1926 r. 2600 sztuk). Feliks Berdau w 1855 r. pisał: „Wegetacja na tych ogromnych łąkach tak bujna, że trawa prawie po pas, a tysiące wołów węgierskich wypasa się corocznie tamże”. Sąsiedzi zazdrościli mieszkańcom Białej Spiskiej tych hal, zachowały się informacje o napadach na ich trzody i szałasy w latach 1562, 1578 i 1596 przez poddanych zamku w Niedzicy (do niego należały tereny poniżej własności bielskich) i mieszkańców Frankowej. Po zniesieniu pasterstwa hale te zarastają stopniowo lasem.
Naukowcy turyści bywali w Dolinie Zadnich Koperszadów od dawna. W 1751 r. dotarła tu z Jakobem Buchholtzem cesarska komisja naukowa, później dolinę odwiedzili m.in. brat Cyprian z Czerwonego Klasztoru (1766–1768) i Stanisław Staszic (1805). Zimą jako pierwsi dolinę przeszli Theodor Wundt i Jakob Horvay 16 kwietnia 1884 r.

## Nazewnictwo
Według Wielkiej encyklopedii tatrzańskiej nazwa Koperszady jest związana z prowadzonym na obszarze doliny kopalnictwem rud miedzi. Zajęciem tym w XVIII wieku, a być może również wcześniej, zajmowali się niemieccy górnicy ze Spisza. Teren ten nazywano po niemiecku: Kupferschächte (szyby miedzi). Z tego powstały polskie Koperszady i słowackie Koperšády (obecnie Meďodoly). Nazwa jest bardzo stara; znana jest od 1435 jako Kompenschecht, w latach 1589–1595 jako Kumperszachty. Walery Eljasz-Radzikowski (1894) twierdzi, że nazwa pochodzi od niemieckiego słowa Koperschächte, czyli szyby pod Kopą.

## Szlaki turystyczne
Chociaż dolina położona jest na obszarze ochrony ścisłej, przebiega przez nią szlak turystyczny na Przełęcz pod Kopą, zatem na tej drodze jest dostępna dla turystów.
  – od Rozdroża pod Muraniem przez Polanę pod Muraniem (Gałajdówkę) i Zadnią Koperszadzką Pastwę na Przełęcz pod Kopą. Czas przejścia: 2:30 h, ↓ 2 h